# Ctenocella pectinata
Ctenocella pectinata är en korallart som först beskrevs av Peter Simon Pallas 1766.  Ctenocella pectinata ingår i släktet Ctenocella och familjen Ellisellidae. Inga underarter finns listade i Catalogue of Life.